# BUNCH
BUNCH - група компаній - конкурентів IBM у виробництві ЕОМ в 1970-х роках: Burrough, UNIVAC, NCR, Control Data Corporation і Honeywell . Ці компанії були згруповані разом, тому що частка ринку в IBM була набагато вищою, ніж частка усіх конкурентів узятих разом.
У 1960 році IBM і ці п'ять виробників комп'ютерів, а також RCA та General Electric були відомі як "IBM і сім гномів". Кількість конкурентів IBM змінилася 1970 року після продажі компанією GE свого комп'ютерного бізнесу та 1971 року з продажею компаніями Honeywell і RCA свого виробництва комп'ютерів Sperry. 

## Burrough і UNIVAC
У вересні 1986 року після того, як Берроуз придбали Сперрі (материнська компанія UNIVAC), назва компанії була змінена на Unisys.

## NCR
У 1982 році NCR стала брати участь в відкритої архітектури системи, починаючи з UNIX системою TOWER 16/32, і більший упор робиться на комп'ютерах менше, ніж мейнфрейми. NCR була придбана компанією AT&T в 1991 році. Станом на 1 січня 1997 року реструктуризація AT&T в 1996 році привела до відновлення NCR як окремої компанії. У 1998 році NCR продала своє виробництво комп'ютерних апаратних засобів  компанії Solectron і перестала виробляти комп'ютерні системи загального призначення.

## Control Data Corporation
Control Data Corporation - в даний час Syntegra (США), дочірнє підприємство британської компанії BT Group з BT Global Services.

## Honeywell
У 1991 році комп'ютерний підрозділ Honeywell було продано французької комп'ютерної компанії Groupe Bull. 

### Інші виробники мейнфреймів в 1960-х і 1970-х роках
- Scientific Data Systems, (пізніше відома як Xerox Data Systems, після її купівлі компанією Xerox в 1969 році) також продавала ЕОМ - близько 1% ринку. Xerox закрила підрозділ в 1975 році, при цьому більшість прав продана компанії Honeywell.
- Cray Research (компанія Сеймура Крея, колишнього працівника Control Data Corporation) У 1976 році випустила комп'ютер Cray-1.
- Digital Equipment Corporation (DEC) була заснована в 1957 році для виробництва комп'ютерних компонентів. , і зробила багато менших комп'ютерів, зокрема. Комп'ютери серії PDP були класифіковані скоріше як мінікомп'ютери, ніж мейнфрейми, але позиціонувалися на ту ж саму частину ринку потужних ЕОМ. DEC пізніше була куплена Compaq, яка, в свою чергу, була придбана компанією HP.
- Hewlett-Packard (HP) була заснована 1939 року для виробництва новітнього електронногообладнання. В середині 1960-х років HP почала виробництво міні-ЕОМ, які конкурували з потужнішими ЕОМ.